# NGC 7547
NGC 7547 is een balkspiraalstelsel in het sterrenbeeld Pegasus. Het hemelobject werd op 26 augustus 1827 ontdekt door de Britse astronoom John Herschel.

## Synoniemen
- UGC 12453
- MCG 3-59-13
- ZWG 454.11
- Arp 99
- HCG 93C
- PGC 70819